# Mission Bell
Albums de Bethany Joy Lenz et Amber Sweeney
The Starter Kit
(2007) B Tracks, Vol. 1
(2009)
Mission Bell est le 1er album du groupe Everly, composé de Bethany Joy Lenz et Amber Sweeney, et est le 4e album de Bethany Joy Lenz.

## Liste des titres
| No | Titre                     | Durée |
| -- | ------------------------- | ----- |
| 1. | Home Is Me - You Are Mine | 4:07  |
| 2. | Stars                     | 3:02  |
| 3. | Little Children           | 4:38  |
| 4. | Mrs. Scott                | 2:33  |
| 5. | Scheming Star             | 3:01  |
| 6. | Hotel Cafe                | 3:20  |
| 7. | Karen's Cafe              | 3:18  |

## Commentaire
- Certaines de ces chansons ont été entendues lors de l'épisode 611 de la série Les Frères Scott. Elles sont toutes écrites et interprétées par Bethany Joy Lenz.